# センチメンタルラブ
「センチメンタルラブ」は、みみめめMIMIの楽曲。ユカが作詞・作曲を手掛けた。みみめめMIMIの1枚目のシングルとして2013年8月14日にASTRO VOICEから発売された。
本曲は、テレビアニメ『君のいる町』のオープニングテーマに起用された。ユカによれば、自身が思い描く恋愛観をイメージして書いたという。レコーディング時は湯浅篤が「爽やかなひと夏の恋」に仕上げたこともあってか楽に臨めたという。

## シングルリリース
2013年8月14日にASTRO VOICEから発売された。
販売形態はアニメ放送期間限定盤（AZZS-17）と通常盤（AZCS-2028）の2種リリースで、期間限定盤には本曲のPV、メイキング、オフショットを収録したDVDが同梱されている。なお期間限定盤のジャケットには、同アニメの原作者である瀬尾公治の描き下ろしによる枝葉柚希、御島明日香、神咲七海のイラストが描かれている。
通常盤の2曲目「Am I Ready?」は、自身の応援歌的な曲に仕上がっている。
枝葉柚希（中島愛）、御島明日香（佐倉綾音）、神咲七海（タカオユキ）が歌う期間限定盤の2曲目「閃光ハナビ」は、同アニメの挿入歌に起用された。ヒロインである枝葉柚希、御島明日香、神咲七海の桐島青大への想いと彼女達の友情を描いたハッピーな曲。レコーディングでは同曲を歌う声優の歌唱力の高さに感心したという。

## シングル収録内容

### アニメ放送期間限定盤
| 全作詞・作曲: ユカ、全編曲: 湯浅篤。 |                                                                                        |       |            |      |
| #                                    | タイトル                                                                               | 作詞  | 作曲・編曲 | 時間 |
| 1.                                   | 「センチメンタルラブ」                                                                 | ユカ  | ユカ       | 4:45 |
| 2.                                   | 「閃光ハナビ」(歌：枝葉柚希（中島愛）、御島明日香（佐倉綾音）、神咲七海（タカオユキ）) | ユカ  | ユカ       | 4:25 |
| 3.                                   | 「センチメンタルラブ（Instrumental）」                                                 | ユカ  | ユカ       | 4:44 |
| 4.                                   | 「閃光ハナビ（Instrumental）」                                                         | ユカ  | ユカ       | 4:23 |
| 合計時間:                            | 合計時間:                                                                              | 18:18 |            |      |

| #  | タイトル                                             | 作詞 | 作曲・編曲 |
| -- | ---------------------------------------------------- | ---- | ---------- |
| 1. | 「「君のいる町」ノンテロップのオープニングムービー」 |      |            |
| 2. | 「センチメンタルラブ」(Music Video)                  |      |            |

### 通常盤
| 全作詞・作曲: ユカ。 |                                        |           |            |          |      |
| #                    | タイトル                               | 作詞      | 作曲・編曲 | 編曲     | 時間 |
| 1.                   | 「センチメンタルラブ」                 | ユカ      | ユカ       | 湯浅篤   | 4:45 |
| 2.                   | 「Am I Ready?」                        | ユカ      | ユカ       | 高藤大樹 | 3:47 |
| 3.                   | 「センチメンタルラブ（Instrumental）」 | ユカ      | ユカ       |          | 4:43 |
| 合計時間:            | 合計時間:                              | 合計時間: | 13:15      |          |      |